# Henry Ussing (präst)
Henry Braëm Ussing, född den 2 juli 1855, död den 30 oktober 1943, var en dansk präst, son till Johan Louis Ussing.  
Ussing blev 1877 teologie kandidat och 1883 teologie licentiat, 1882 kyrkoherde i Veilby i närheten av Århus och förflyttades 1891 till den av Carl Jacobsen uppförda Jesuskyrkan i Valby, där han samlade talrika åhörarskaror; härifrån befordrades han 1915 till Vorfruekirken i Köpenhamn som domprost i Själlands stift. Han var en av ledarna för den inre missionen och i denna egenskap arbetade han för Köpenhamns kyrkliga angelägenheter. Han var från 1911 ordförande i Det kirkelige landsforbund, som starkt hävdade folkkyrkans självständighet gentemot statsmakten.